# ВЕС Блок-Айленд
ВЕС Блок-Айленд (англ. Block Island Wind Farm) — перша офшорна вітрова електростанція в США.
Місце для станції обрали в Атлантичному океані за 5 км на південь від острова Блок-Айленд, що лежить біля узбережжя штату Род-Айленд. Тут у 2015-му встановили опорні основи під п'ять вітрових турбін, а наступного року судно Brave Tern, яке спеціально прибуло з Європи, змонтувало на них агрегати компанії General Electric типу Haliade 150-6MW. Діаметр ротора цих турбін одиничною потужністю 6 МВт становить 150 метрів. Станція повинна забезпечити виробництво 125 млн кВт-год електроенергії на рік.
Видача продукції відбувається по кабелю під напругою 34,5 кВ, котрий виведено до розташованої на острові біля Нью-Шорем електростанції. Крім того, від зазначеної станції проклали кабель такої ж напруги довжиною 35 км до Наррагансетт на узбережжі Род-Айленду. Таким чином, острів вперше виявився під'єднаним до великої енергомережі.